# Leviathan (lávový tunel)
Leviathan, také známý jako Grotte de Leviathan,  je lávový tunel ve východní Keni objevený v roce 1975.  Ačkoli byl rozdělen pohybem tektonických desek, celková délka lávového tunelu dosahuje 11,5 km.  Je to nejdelší a nejhlubší známá lávová trubice v Africe. 
Jeskyně Leviathan se nachází v národním parku Chyulu Hills na okraji pouště Nyiri, která se nachází severozápadně od národního parku Tsavo.  
V 80. letech 20. století byl Leviathan třetím nejdelším známým lávovým tunelem na světě.  Moderní průzkumy však objevily novější, delší tunely a průchody známých tunelů. Leviathan je stále nejdelším lávovým tunelem v Africe, ovšem je 11. nejdelší lávovou trubicí na světě. 

## Popis
Leviathan je rozdělen do dvou částí, Horní Leviathan a Dolní Leviathan. Horní Leviathan je 9152 m dlouhý, hluboký pak 408 m. Dolní Leviathan je 2071 m dlouhý a 70 m hluboký. Tyto úseky se podle mezinárodního standardu při hodnocení délky Leviathanu posuzují samostatně.
Stejně jako všechny lávové chodby vznikla i jeskyně Leviathan prouděním horké lávy pod ochlazenou kůrou.